# Mattias Wendel
Mattias Wendel (* 1978) ist ein deutscher Rechtswissenschaftler.

## Leben
Von 1999 bis 2005 studierte Wendel Rechtswissenschaft an der Universität Passau, Humboldt-Universität zu Berlin und Université Paris 1 Panthéon-Sorbonne. Von 2000 bis 2005 war er Stipendiat der Studienstiftung des Deutschen Volkes. Er wurde Maître en droit 2003, mention droit européen, Université Paris 1 Panthéon-Sorbonne. Nach dem ersten juristischen Staatsexamen 2005 in Berlin, Wahlfach Völker- und Europarecht, war er von 2005 bis 2011 wissenschaftlicher Mitarbeiter und von 2011 bis 2016 wissenschaftlicher Assistent am Walter-Hallstein-Institut für Europäisches Verfassungsrecht der Humboldt-Universität zu Berlin am Lehrstuhl von Ingolf Pernice.
Von 2005 bis 2008 war er Promotionsstipendiat der Studienstiftung des Deutschen Volkes. 2008 forschte er an der University of Oxford – Institute of European and Comparative Law (IECL) und St. Hilda’s College, Betreuung durch Paul Craig. Die Promotion zum Dr. iur. schloss er 2010 an der Humboldt-Universität zu Berlin ab und erhielt den Promotionspreis der Juristischen Fakultät.
Das Referendariat absolvierte er von 2009 bis 2011 am Kammergericht Berlin mit Stationen u. a. beim Bundesministerium für Wirtschaft und Technologie, Berlin, Referat EA5 (Vertretung der Bundesrepublik Deutschland vor den europäischen Gerichten) sowie bei der Europäischen Kommission, Brüssel, Juristischer Dienst (Equipe Institutions).
Nach dem zweiten juristischen Staatsexamen 2011 in Berlin war er von 2014 bis 2015 Postdoktorand des DFG-Graduiertenkollegs „Verfassung jenseits des Staates“, Humboldt-Universität zu Berlin. 2016/2017 vertrat er den Lehrstuhl von Matthias Jestaedt im Öffentlichen Recht an der Albert-Ludwigs-Universität Freiburg. Nach der Habilitation 2017 an der Humboldt-Universität zu Berlin (Lehrbefugnis für die Fächer Öffentliches Recht, Europarecht, Völkerrecht und Rechtsvergleichung) vertrat er von 2017 bis 2018 den Lehrstuhl von Christian Calliess im Öffentlichen Recht und Europarecht an der FU Berlin. Von 2018 bis 2020 war er Professor (W3) für Öffentliches Recht, Internationales Recht, Europarecht und Rechtsvergleichung an der Universität Bielefeld. Seit 2020 ist er Professor (W3) für Öffentliches Recht, Europarecht, Völkerrecht, Migrationsrecht und Rechtsvergleichung an der Universität Leipzig. 2021 lehnte Wendel einen Ruf an die Universität Freiburg auf eine Professur (W3) für deutsches und ausländisches Öffentliches Recht, Europa- und Völkerrecht ab.

## Schriften
- Permeabilität im europäischen Verfassungsrecht. Verfassungsrechtliche Integrationsnormen auf Staats- und Unionsebene im Vergleich. Tübingen 2011, ISBN 978-3-16-150744-1.
- mit Ingolf Pernice, Lars S. Otto, Kristin Bettge, Martin Mlynarski und Michael Schwarz: Die Krise demokratisch überwinden. Reformansätze für eine demokratisch fundierte Wirtschafts- und Finanzverfassung Europas. Baden-Baden 2012, ISBN 3-8329-7897-6.
- mit Nikolaus Marsch und Yoan Vilain (Hrsg.): Französisches und deutsches Verfassungsrecht. Ein Rechtsvergleich. Berlin 2015, ISBN 3-642-45052-0.
- Verwaltungsermessen als Mehrebenenproblem. Zur Verbundstruktur administrativer Entscheidungsspielräume am Beispiel des Migrations- und Regulierungsrechts. Tübingen 2019, ISBN 3-16-156687-4.